# System przeciwpożarowy
System przeciwpożarowy – system, którego zadaniem jest ochrona ludzi i mienia przed zagrożeniami pożarowymi. Prosty system przeciwpożarowy składa się z detektorów ognia, detektorów dymu, centrali sterującej oraz siatki rur ze środkiem gaśniczym wraz z dyszami wylotowymi (np. stałe urządzenie gaśnicze).
Można wymienić 4 główne rodzaje systemów przeciwpożarowych ze względu na środek gaśniczy:
- gaszenie wodą

Jest to automatyczny systemem gaszenia pożaru, bezpośrednio nad miejscem wybuchu ognia, co skutecznie chroni budynek zarówno przed całkowitym spłonięciem, jak również przed zalaniem wodą pozostałej jego części i zniszczenie mienia.
W instalacji utrzymywane jest stałe ciśnienie wody, więc w przypadku pożaru, na skutek oddziaływania temperatury na ampułkę tryskacza następuje jego otwarcie i wyzwolenie czynnika gaśniczego, bezpośrednio na źródło zagrożenia. Otwierają się tylko tryskacze znajdujące się bezpośrednio w strefie ognia, co minimalizuje zakres szkód spowodowanych działaniem wody. Przepływająca przez zawór kontrolno-alarmowy woda uruchamia dzwon alarmowy, a czujniki ciśnienia alarmujące o pożarze, automatycznie uruchamiają pompę tryskaczową. Woda tłoczona jest do systemu ze zbiornika wody przeciwpożarowej.
- gaszenie mgłą wodną
- gaszenie pianą

- gaszenie gazem

Jedne z najbardziej popularnych systemów stosowane w serwerowniach i data center z uwagi na swe właściwości. Nie przewodzą prądu i nie niszczą chronionych urządzeń, tak jak byłoby w przypadku wody. W Polsce szeroko stosowane są chemiczne gazy gaśnicze typu HFC 236fa, HFC 227ea i FK-5-1-12 oraz gazy obojętne.